# Nationaler Sicherheitsrat (Deutschland)
Der Nationale Sicherheitsrat (NSR) soll in Deutschland gemäß einem Organisationserlass des Bundeskanzlers als ständiger Kabinettsausschuss für außen- und sicherheitspolitische Fragen im Bundeskanzleramt eingerichtet werden. Grundlage dieser Entscheidung ist der Koalitionsvertrag der 21. Wahlperiode des Bundestages 2025, in dem die Schaffung eines solchen Gremiums angekündigt wurde. Das Bundeskabinett soll am 27. August 2025 die Geschäftsordnung und damit dessen offizielle Errichtung beschließen.

## Aufgaben
Gemäß Bundeskanzler Friedrich Merz soll der Nationale Sicherheitsrat ein „Dreh- und Angelpunkt für die kollektive politische Entscheidungsfindung der Bundesregierung in allen wesentlichen Fragen der Außen-, Sicherheits-, Entwicklungs- und Europapolitik“ sein und „in Krisenlagen alle relevanten Informationen der Bundesregierung zusammenführen, um ein möglichst umfangreiches und gemeinsames Lagebild zu schaffen“. Der NSR wird dazu eine zentrale, koordinierende Funktion wahrnehmen. Außerdem soll er strategische Vorausschau und Planung betreiben, Krisenübungen für die Bundesregierung organisieren und die Nationale Sicherheitsstrategie fortschreiben. Es soll das bisherige, informelle Sicherheitskabinett ersetzen.
Der NSR ist nicht zu verwechseln mit dem Bundessicherheitsrat, der sich ausschließlich mit der Genehmigung von Rüstungsexporten befasst.

## Kompetenzen
Gemäß Geschäftsordnung soll der Nationale Sicherheitsrat „Vorentscheidungen“ zu außen- und sicherheitspolitischen Fragen treffen, „soweit sie möglich sind, oder bereitet die einschlägigen politischen Entscheidungen des Bundeskanzlers oder der Bundesregierung vor“. Er „kann abschließend entscheiden, soweit nicht nach dem Grundgesetz oder einem Bundesgesetz ein Beschluss der Bundesregierung erforderlich ist“.
Die Beschlüsse des NSR können als geheim eingestuft, bei Bedarf aber auch veröffentlicht werden. Zudem sollen spezielle Lagebilder, zum Beispiel zu hybriden Bedrohungen, der Öffentlichkeit zugänglich gemacht werden.

## Organisation
Der Nationale Sicherheitsrat wird laut Florian Hahn, der Anfang 2025 sicherheitspolitischer Sprecher der Unionsparteien im Bundestag war, im Bundeskanzleramt eingerichtet werden, da im „Ernstfall“ eine „klare Führung“ erforderlich sei und die entsprechenden Kompetenzen daher beim „Inhaber der Befehls- und Kommandogewalt“ angesiedelt sein müssten.
Der NSR wird ein Kabinettsausschuss der Bundesregierung unter Vorsitz des Bundeskanzlers sein. Angehören werden dem Nationalen Sicherheitsrat neben dem Chef des Bundeskanzleramts die Minister, die bislang Mitglieder des Bundessicherheitsrates und des Sicherheitskabinetts sind, also die Ressorts für Außen, Innen, Verteidigung, Finanzen, Wirtschaft, Justiz, Entwicklung und zusätzlich für Digitales. Bundessicherheitsrat und Sicherheitskabinett werden ab dem Zeitpunkt der Einrichtung des Nationalen Sicherheitsrates durch diesen abgelöst. Die Leiter der Nachrichtendienste und der Sicherheitsbehörden von Bund und Ländern sowie externe Experten, etwa aus NATO und EU, sollen zu Sitzungen des NSR geladen werden können.
Es gilt das Ressortprinzip, dem zufolge alle Minister ihre Geschäftsbereiche eigenverantwortlich führen. Das deutsche Modell eines Nationalen Sicherheitsrates unterscheidet sich damit von dem des United States National Security Council, in dem der Präsident durch einen Sicherheitsberater direkt auf die Ministerien Einfluss nimmt. Einen vergleichbaren Sicherheitsberater wird es gemäß Entscheidung der Bundesregierung in Deutschland nicht geben.
Der Haushaltsausschuss des Deutschen Bundestages hat dreizehn zusätzliche Stellen für den Nationalen Sicherheitsrat im Bundeskanzleramt genehmigt. Sie werden zunächst einen von Jacob Schrot gebildeten Stab mit drei Referaten bilden, der als organisatorischer Unterbau des Sicherheitsrates vor allem Analysen für den Bundeskanzler und Entscheidungsträger in der Bundesregierung erstellen wird. Neben Referaten für die Aufgabengebiete integriertes Lagebild, Strategische Vorausschau und Planung wird es eine Geschäftsstelle geben. Die Ressorts werden Verbindungsbeamte und -offiziere in den Stab entsenden. Dieser soll bis November 2025 seine Arbeit aufnehmen. Schrot wird die Geschäfte des NSR in Abstimmung mit dem Chef des Bundeskanzleramts, Thorsten Frei (CDU), führen.
Reguläre Sitzungen sind in einem Zweimonats-Zyklus vorgesehen. In Krisenfällen wird eine kurzfristige Einberufung möglich sein. Alle Minister, die Mitglied des Nationalen Sicherheitsrates sind, haben das Recht, eine Sitzung des NSR zu beantragen. Über deren Einberufung entscheidet der Vorsitz.
Einmal im Jahr wird der Nationale Sicherheitsrat in einem abhörsicheren Konferenzraum im Bendlerblock in Berlin tagen, um sicherheitsrelevante Entscheidungen zu treffen.

## Geschichte und Hintergrund
Die Einrichtung eines Nationalen Sicherheitsrates wurde in Deutschland erstmals in den 1950er Jahren diskutiert. Intensive, kontroverse Debatten über einen NSR gibt es in Deutschland seit 1998.
Der Politikwissenschaftlerin Christina Moritz zufolge habe sich der Begriff „Nationaler Sicherheitsrat“ erst nach anfänglicher Zurückhaltung durchgesetzt. Zudem sei einem solchen Gremium in früheren Bundesregierungen lange mit „Argwohn“ begegnet worden, da einzelne Bundeskanzler wie auch einzelne Ressorts Kompetenz- und Machtverluste befürchtet hätten. Die Schaffung eines NSR habe in Deutschland aufgrund des Ressort- und des Föderalismusprinzips sowie partei- und koalitionspolitischer oder interministerieller Rivalitäten lange Zeit als unrealistisch gegolten.
Laut Moritz hätten in den Jahren seit 2020 verstärkte auftretende Krisen wie die Corona-Pandemie, der russische Angriff auf die Ukraine im Jahr 2022, die Machtübernahme der Taliban in Afghanistan, aber auch die bereits manifesten katastrophalen Folgen der globalen Erwärmung, ein parteiübergreifendes Bewusstsein für die Notwendigkeit eines Sicherheitsrates geschaffen. Spätestens die 2023 veröffentlichte erste Nationale Sicherheitsstrategie der Bundesrepublik Deutschland habe ihn notwendig gemacht. Ohne dies könne die Operationalisierung dieser Strategie und ihre Weiterentwicklung kaum gelingen.
Die Enquete-Kommission Lehren aus Afghanistan des deutschen Bundestages empfahl in ihrem Abschlussbericht 2025 die Einrichtung eines Nationale Sicherheitsrates und holte mehrere Gutachten zu verfassungskonformen Optionen ein.

### Versuch zur Umgestaltung des Bundessicherheitsrates unter Gerhard Schröder
Im 1998 verabschiedeten Koalitionsvertrag der von Gerhard Schröder geführten Regierung aus SPD und Bündnis 90/Die Grünen wurde eine Umgestaltung des damaligen Bundessicherheitsrates erwähnt. Gemäß Vertrag solle diesem „seine ursprünglich vorgesehene Rolle als Organ der Koordinierung der deutschen Sicherheitspolitik“ zurückgegeben werden. Dies scheiterte am Widerstand des von Joschka Fischer (Grüne) geführten Auswärtigen Amtes, das einen Machtverlust gegenüber dem Bundeskanzleramt befürchtet habe.

### Gescheiterter Versuch zur Einrichtung eines Nationalen Sicherheitsrates unter Angela Merkel
Die damalige Verteidigungsministerin Ursula von der Leyen (CDU) scheiterte 2016 mit Überlegungen zur Schaffung eines Nationalen Sicherheitsrates am Widerstand des damaligen Außenministers Frank-Walter Steinmeier (SPD). Der Politikwissenschaftler Carlo Masala kritisierte damals eine „Platzhirschmentalität des Auswärtigen Amtes“, das keine Kompetenzen an andere Stellen abzugeben bereit gewesen sei. Das Außenministerium habe eine NSR verhindert, weil es ihm „weniger um strategische Vorausschau zum Wohle des Landes, als vielmehr um bürokratisches Geplänkel und pure Parteipolitik“ gegangen sei.

### Gescheiterter Versuch während der Amtszeit von Olaf Scholz
Ein weiterer Versuch zur Einrichtung des Nationalen Sicherheitsrates scheiterte im März 2023, weil sich SPD und Bündnis 90/Die Grünen nicht über die Kompetenzen und Ressortverortung des Gremiums einigen konnten. Sowohl das Bundeskanzleramt als auch das zu diesem Zeitpunkt von Annalena Baerbock (Grüne) geleitete Auswärtige Amt hätten eine Führungsrolle beansprucht.

### Geplante Einrichtung eines Nationalen Sicherheitsrates unter Friedrich Merz
Im Bundestagswahlkampf 2024 forderten die Unionsparteien und die FDP in ihren Wahlprogrammen einen Nationalen Sicherheitsrat, der laut CDU/CSU im Bundeskanzleramt angesiedelt und der Vernetzung von „Außen-, Sicherheits-, Verteidigungs-, Handels-, Europa- und Entwicklungspolitik“ dienen solle. Im Koalitionsvertrag wurde seine Errichtung vereinbart.
Der Fachjournalist Hauke Friederichs sieht in diesen Vorschlägen eine „kleine Lösung“, weil keine vollständig neue Institution, sondern nur eine Weiterentwicklung des bestehenden Bundessicherheitsrats geschaffen werde. Die Unionsparteien verfolgten hier ein Konzept, das dem der Politikwissenschaftlerin Christina Moritz ähnele. Moritz sowie Florian Hahn, Anfang 2025 sicherheitspolitischer Sprecher der Unionsparteien im Bundestag, erklärten dazu, der NSR solle zwischen Ressorts und Sicherheitsbehörden verbessern, um ein abgestimmtes Handeln der Bundesregierung sowie eine koordinierte Strategieentwicklung zu gewährleisten.
Der Journalist Daniel Brössler sprach von einer „kleinen Revolution im bundesrepublikanischen System“. Diese sei möglich geworden, weil „Kanzleramt und Außenministerium erstmals seit Jahrzehnten in der Hand einer Partei, nämlich der CDU“ seien, und somit parteipolitische Auseinandersetzungen um Kompetenzverteilungen zwischen Ressorts der Gründung des NSR nicht im Wege gestanden hätten.

## Kritik an den Planungen für einen Nationalen Sicherheitsrat
Kritik an den Planungen für einen Nationalen Sicherheitsrat wurde bislang vor allem aus der Politikwissenschaft sowie aus Parteien und parteinahen Stiftungen geäußert.

### Kritik aus der Politikwissenschaft
Aus Sicht des Politikwissenschaftlers Markus Kaim würde ein NSR „keine Abhilfe“ für die außen- und sicherheitspolitischen Probleme Deutschlands schaffen. Entsprechende Hoffnungen seien „eher unbegründet“ und stellten die „Rahmenbedingungen des außenpolitischen Handelns in Deutschland [...] unzureichend in Rechnung“. In den USA sorge nicht der dort vorhandene Nationale Sicherheitsrat für ein „Mindestmaß an strategischer Kohärenz“, sondern die „weitreichenden außenpolitischen Befugnisse des Präsidenten“. Zudem mangele es der deutschen Außenpolitik „nicht an Instrumenten der strategischen Vorausschau, der Krisenfrüherkennung und -prävention“, sondern an der Bereitschaft und dem Interesse, sich mit zukünftigen Krisen zu beschäftigen.
Die Politikwissenschaftlerin Sarah Bressan kritisierte die Planungen der Bundesregierung für einen Nationalen Sicherheitsrat und forderte stattdessen ein durch den Bundestag mandatiertes „Zentrum für Zukunft“. Ein NSR könne „die tiefgreifenden Defizite“ der deutschen Sicherheitspolitik „nicht allein lösen“, weil es innerhalb von „deutschen Regierungsstrukturen [...] unmöglich“ sei, den für „effektive strategische Vorausschau“ erforderlichen „Freiraum“ zu schaffen, „um anders zu denken“.

### Kritik aus Parteien und parteinahen Stiftungen
Die der SPD nahestehende Friedrich-Ebert-Stiftung sieht in einem NSR eine „zentrale Weichenstellung für die Sicherheitsarchitektur Deutschlands“. Es müsse vermieden werden, „bestehende und funktionierende Strukturen und Verfahren zu doppeln“ oder „neue Friktionen in der Ressortkoordinierung“ zu schaffen. Schwerpunkt der Tätigkeit des NSR solle die Strategieentwicklung sein.
Für die FDP-nahe Friedrich-Naumann-Stiftung schrieb Jonas Sieveneck, dass „ein gut konzipierter Nationaler Sicherheitsrat“ grundsätzlich „eine Verbesserung darstellen würde“. Es sei „zunächst zu begrüßen“, dass die Bundesregierung sich zur Einsetzung eines NSR entschlossen habe. Dessen Erfolg werde aber „von der konkreten Umsetzung“ abhängen. In den bisherigen Planungen, die nur Fragen der äußeren Sicherheit behandelten, mangele es an einem „Geist der Gesamtverteidigung“. Zudem sei es fragwürdig, „parallel zum Nationalen Sicherheitsrat einen Nationalen Krisenstab einzurichten“. Sinnvoller sei es, „eine Krisenstabfunktion in der Konzeption des Nationalen Sicherheitsrats bereits mitzudenken“.
Für Bündnis 90/Die Grünen erklärte Fraktionsvize Konstantin von Notz, dass ein NSR „zu wichtigen Schritten in die richtige Richtung führen“ könne, aber kein „Allheilmittel“ sei. Entscheidend werde sein, „ob man es schafft, tieferliegende, strukturelle Probleme aufzulösen.“
Ebenfalls für Bündnis 90/Die Grünen äußerte die Bundestagsabgeordnete Schahina Gambir „aus parlamentarischer Perspektive erhebliche Bedenken“ gegen einen NSR. Aufgrund mangelnder „eigener Arbeitseinheiten in den Ressorts“ sei vom NSR in der von der Bundesregierung geplanten „Light-Version“ weder „strategische Tiefe noch operative Effizienz zu erwarten“. Die geplante Einführung des NSR berge darüber hinaus „große Gefahren“, weil das Gremium „weitreichende Entscheidungen ohne ausreichende demokratische Legitimation treffen“ werde. Ein „Aufbau machtvoller, demokratisch schlecht kontrollierter Strukturen“ könne zum „Einfallstor für autoritäre Tendenzen“ werden.

### Sonstige Kritik
Medien berichteten nach dem Bekanntwerden von Details über die geplante Organisation des NSR im August 2025 unter Berufung auf namentlich nicht genannte Quellen von Kritik an dessen Aufbau. Mit dreizehn Stellen und einem Leiter, der parallel die zeitintensive Aufgabe habe, das Kanzlerbüro zu leiten, sei der NSR personell nicht ausreichend ausgestattet, um seinen Aufgaben nachkommen zu können.